# Recopa Africana 1990
La Recopa Africana 1990 es la 16 edición de este torneo de fútbol a nivel de clubes de África organizado por la CAF y que contó con la participación de 36 equipos campeones de copa de sus respectivos países, 3 más que en la edición anterior.
El BCC Lions de Nigeria venció en la final al Club Africain de Túnez para proclamarse campeones del torneo por primera vez.

## Ronda Preliminar
| Equipo 1          | Agr. | Equipo 2      | Ida | Vuelta |
| ----------------- | ---- | ------------- | --- | ------ |
| Anse-aux-Pins FC  | 1–17 | Pamba SC      | 0–5 | 1–12   |
| Desportivo Maputo | 4–0  | LDF           | 2–0 | 2–0    |
| Liberté FC        | 1–2  | Tourbillon FC | 0–0 | 1–2    |
| Moneni Pirates    | 1–6  | Vital'O FC    | 0–0 | 1–6    |

## Primera Ronda
| Equipo 1           | Agr.        | Equipo 2                | Ida | Vuelta |
| ------------------ | ----------- | ----------------------- | --- | ------ |
| Al-Merrikh         | w/o1        | Al-Suqoor               | 3–0 | —      |
| BCC Lions          | 2–1         | Entente II              | 1–0 | 1–1    |
| Kenya Breweries    | 2–1         | Nakivubo Villa          | 0–0 | 2–1    |
| Darryn Textiles FC | 1–5         | Red Arrows FC           | 1–4 | 0–1    |
| Desportivo Maputo  | 1–1 (5–3 p) | Ferroviário da Huíla    | 0–1 | 1–0    |
| AS Fonctionnaires  | 0–3         | MAS Fez                 | 0–1 | 0–2    |
| Makona FC          | 0–4         | AS Sotra                | 0–2 | 0–2    |
| LPRC Oilers        | 0–1         | East End Lions          | 0–0 | 0–1    |
| Olympic Real       | 1–1 (3–4 p) | Requins de l'Atlantique | 1–0 | 0–1    |
| Pamba SC           | 1–2         | BTM Antananarivo        | 0–0 | 1–2    |
| Rayon Sports       | 1–2         | Diables Noirs           | 0–0 | 1–2    |
| AS Real Bamako     | 1–4         | Hearts of Oak           | 1–2 | 0–2    |
| RC Relizane        | 1–6         | Club Africain           | 1–4 | 0–2    |
| Tourbillon FC      | 0–2         | Petrosport FC           | 0–0 | 0–2    |
| US Ouakam          | 3–0         | Tonnerre Yaoundé        | 2–0 | 1–0    |
| Vital'O FC         | 2–2 (5–3 p) | AS Kalamu               | 1–1 | 1–1    |

1- El Al Suguar abandonó el torneo después de jugar el partido de ida.

## Segunda Ronda
| Equipo 1                | Agr.         | Equipo 2         | Ida | Vuelta |
| ----------------------- | ------------ | ---------------- | --- | ------ |
| Kenya Breweries         | 1–1 (v.)     | BTM Antananarivo | 1–1 | 0–0    |
| Desportivo Maputo       | 3–2          | Red Arrows FC    | 3–2 | 0–0    |
| Diables Noirs           | 2–3          | BCC Lions        | 2–0 | 0–3    |
| East End Lions          | 0–2          | Vital'O          | 0–0 | 0–2    |
| MAS Fez                 | 1–4          | Club Africain    | 1–0 | 0–4    |
| Petrosport FC           | 2–2 (3:4 p.) | Al-Merrikh       | 2–0 | 0–2    |
| Requins de l'Atlantique | 0–1          | US Ouakam        | 0–0 | 0–1    |
| AS Sotra                | 2–3          | Hearts of Oak    | 1–1 | 1–2    |

## Cuartos de final
| Equipo 1          | Agr.         | Equipo 2      | Ida | Vuelta |
| ----------------- | ------------ | ------------- | --- | ------ |
| BTM Antananarivo  | 0–1          | Al-Merrikh    | 0–0 | 0–1    |
| Desportivo Maputo | 2–2 (v.)     | Vital'O       | 1–0 | 1–2    |
| Hearts of Oak     | 2–2 (5-6 p.) | Club Africain | 2–0 | 0–2    |
| Ouakam            | 1–4          | BCC Lions     | 0–1 | 1–3    |

## Semifinales
| Equipo 1          | Agr.         | Equipo 2      | Ida | Vuelta |
| ----------------- | ------------ | ------------- | --- | ------ |
| Al-Merrikh        | 1–1 (3-4 p.) | Club Africain | 1–0 | 0–1    |
| Desportivo Maputo | 3–7          | BCC Lions     | 2–1 | 1–6    |

## Final
| Equipo 1  | Agr. | Equipo 2      | Ida | Vuelta |
| --------- | ---- | ------------- | --- | ------ |
| BCC Lions | 4–1  | Club Africain | 3–0 | 1–1    |

### Ida
| 24 de noviembre de 1990 | BCC Lions                                       | 3 – 0 | Club Africain | Surulere National Stadium, Lagos, Nigeria             |                                                       |
|                         | Edema Fuludu 38' (pen.) · Agum 84' · Igwilo 89' |       |               | Asistencia: 30,000 espectadores Árbitro(s): Ali Hadih | Asistencia: 30,000 espectadores Árbitro(s): Ali Hadih |

### Vuelta
| 8 de diciembre de 1990 | Club Africain | 1 – 1 | BCC Lions | Stade El Menzah, Tunisia, Túnez                                |                                                                |
|                        | Mhaïssi 77'   |       | Angwe 36' | Asistencia: 50,000 espectadores Árbitro(s): Eganaden Cadressen | Asistencia: 50,000 espectadores Árbitro(s): Eganaden Cadressen |

## Campeón
| Recopa Africana 1990 |
| -------------------- |
| Bandera de Nigeria   |
| BCC Lions 1º Título  |